# Trains de banlieue de Rio de Janeiro
 (signalé en juin 2025).
Si vous disposez d'ouvrages ou d'articles de référence ou si vous connaissez des sites web de qualité traitant du thème abordé ici, merci de compléter l'article en donnant les références utiles à sa vérifiabilité et en les liant à la section « Notes et références ».
- Archive Wikiwix
- Bing
- Cairn
- DuckDuckGo
- E. Universalis
- Gallica
- Google
- G. Books
- G. News
- G. Scholar
- Persée
- Qwant
- (zh) Baidu
- (ru) Yandex
- (wd) trouver des œuvres sur Wikidata

Le train de banlieue de Rio est le réseau de trains de banlieue de la ville de Rio de Janeiro, au Brésil. Il compte actuellement huit lignes.

## Réseau
| Ligne                   | Terminus                                  | Longueur | Stations | Tracé |
| ----------------------- | ----------------------------------------- | -------- | -------- | ----- |
| Ligne de Deodoro        | Central do Brasil ↔ Deodoro               | 23       | 19       |       |
| Ligne de Santa Cruz     | Central do Brasil ↔ Santa Cruz            | 54,75    | 21       |       |
| Ligne de Japeri         | Central do Brasil ↔ Japeri                | 61,75    | 17       |       |
| Ligne de Paracambi      | Japeri ↔ Paracambi                        | 8,26     | 3        |       |
| Ligne de Belford Roxo   | Central do Brasil ↔ Belford Roxo          | 27,70    | 19       |       |
| Ligne de Saracuruna     | Central do Brasil ↔ Gramacho ↔ Saracuruna | 34,02    | 20       |       |
| Ligne de Vila Inhomirim | Saracuruna ↔ Vila Inhomirim               | 15,35    | 8        |       |
| Ligne de Guapimirim     | Saracuruna ↔ Guapimirim                   | 17,3     | 19       |       |